# Phaeochrous tokaraensis
Phaeochrous tokaraensis is een keversoort uit de familie Hybosoridae. De wetenschappelijke naam van de soort is voor het eerst geldig gepubliceerd in 1961 door Nomura.